# Trofeo Ramón de Carranza
A Trofeo Ramón de Carranza, magyarul Ramón de Carranza-kupa egy évenként megrendezett barátságos labdarúgókupa-sorozat. A tornát 1955 óta rendezik meg Spanyolországban, Cádiz városában.

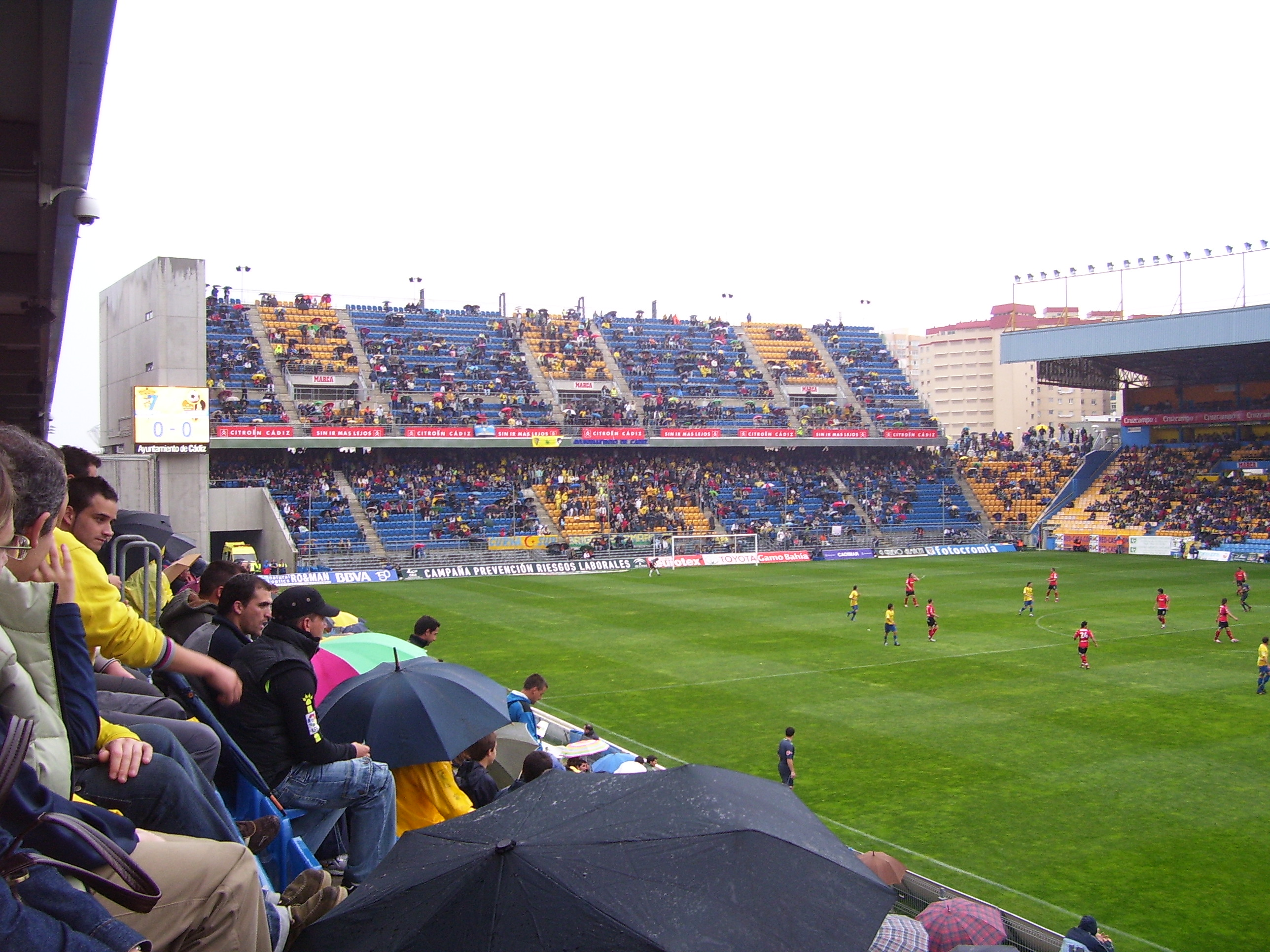
A cádizi Carranza stadion

## Története
A kupasorozatot 1955 óta rendezik meg Sevilla tartomány korábbi kormányzójának, a cádizi születésű Ramón de Carranzának tiszteletére. A tornát minden évben a bajnoki szezon előtt bonyolítják le, általában augusztus utolsó hetében, csütörtöktől vasárnapig, a Carranza stadionban és az egyik legrangosabb nyári verseny Spanyolországban a Trofeo Teresa Herrera mellett.
A kupán a labdarúgás számos neves képviselője részt vett, többek között Eusébio, Alfredo Di Stéfano, Puskás Ferenc, Pelé, Francisco Gento, Sepp Maier, Franz Beckenbauer, Gerd Müller, Johan Cruijff, Fazekas László, Törőcsik András, Zico, Daniel Passarella, Ubaldo Fillol, Boriszlav Mihailov, Dunga, Romário, Bernd Schuster, Valerij Karpin, Víctor Valdés, Ronaldinho, Lionel Messi, Luís Fabiano, Iker Casillas, Wesley Sneijder, Arjen Robben és Marcelo.

## A torna rendszere
A kupaküzdelmekben részt vevő négy csapat egy mérkőzést játszik a kisorsolt ellenfelével, majd a két vesztes a harmadik helyért, míg a győztesek a kupáért mérkőznek meg az utolsó körben.

## Az eddigi győztesek
| Kiírás       | Év   | Győztes             | Ezüstérmes                       | Harmadik                   | Negyedik                   |
| I (1)        | 1955 | Sevilla             | Atlético de Portugal             | -                          | -                          |
| II (2)       | 1956 | Sevilla             | Atlético Madrid                  | -                          | -                          |
| III (3)      | 1957 | Sevilla             | Athletic Bilbao                  | Racing Paris és Belenenses | Racing Paris és Belenenses |
| IV (4)       | 1958 | Real Madrid         | Sevilla                          | Austria Wien               | Roma                       |
| V (5)        | 1959 | Real Madrid         | Barcelona                        | Milan                      | Standard Liège             |
| VI (6)       | 1960 | Real Madrid         | Athletic Bilbao                  | Stade Reims                | Eintracht Frankfurt        |
| VII (7)      | 1961 | Barcelona           | Peñarol Montevideo               | River Plate                | Atlético Madrid            |
| VIII (8)     | 1962 | Barcelona           | Real Zaragoza                    | Internazionale             | San Lorenzo                |
| IX (9)       | 1963 | Benfica             | Fiorentina                       | Barcelona                  | Valencia                   |
| X (10)       | 1964 | Real Betis          | Benfica                          | Real Madrid                | Boca Juniors               |
| XI (11)      | 1965 | Real Zaragoza       | Benfica                          | Flamengo                   | Real Betis                 |
| XII (12)     | 1966 | Real Madrid         | Torino                           | Real Zaragoza              | Corinthians                |
| XIII (13)    | 1967 | Valencia            | Real Madrid                      | Peñarol Montevideo         | Vasco de Gama              |
| XIV (14)     | 1968 | Atlético Madrid     | Barcelona                        | Real Madrid                | Valencia                   |
| XV (15)      | 1969 | Palmeiras           | Real Madrid                      | Estudiantes                | Atlético Madrid            |
| XVI (16)     | 1970 | Real Madrid         | Independiente                    | Milan                      | Athletic Bilbao            |
| XVII (17)    | 1971 | Benfica             | Peñarol Montevideo               | Valencia                   | Atlético Madrid            |
| XVIII (18)   | 1972 | Athletic Bilbao     | Benfica                          | Botafogo                   | Bayern München             |
| XIX (19)     | 1973 | Espanyol            | Athletic Bilbao                  | Ajax Amszterdam            | Juventus                   |
| XX (20)      | 1974 | Palmeiras           | Espanyol                         | Barcelona                  | Santos                     |
| XXI (21)     | 1975 | Palmeiras           | Real Madrid                      | Gyinamo Moszkva            | Real Zaragoza              |
| XXII (22)    | 1976 | Atlético Madrid     | Athletic Bilbao                  | Palmeiras                  | Nacional Montevideo        |
| XXIII (23)   | 1977 | Atlético Madrid     | Internazionale                   | Vasco de Gama              | Cádiz                      |
| XIV (24)     | 1978 | Atlético Madrid     | River Plate                      | Valencia                   | Bologna                    |
| XXV (25)     | 1979 | Flamengo            | Újpesti Dózsa                    | Barcelona                  | Cádiz                      |
| XXVI (26)    | 1980 | Flamengo            | Real Betis                       | Dinamo Tbiliszi            | Cádiz                      |
| XXVII (27)   | 1981 | Cádiz               | Sevilla                          | CSZKA Szófia               | Palmeiras                  |
| XXVIII (28)  | 1982 | Real Madrid         | Real Sociedad                    | Real Betis                 | Cádiz                      |
| XIX (29)     | 1983 | Cádiz               | Real Betis                       | Peñarol Montevideo         | Levszki Szófia             |
| XXX (30)     | 1984 | Sporting Gijón      | Athletic Bilbao                  | Cádiz                      | Barcelona                  |
| XXXI (31)    | 1985 | Cádiz               | Grêmio Foot-Ball Porto Alegrense | Sevilla                    | Sarajevo                   |
| XXXII (32)   | 1986 | Cádiz               | Real Betis                       | Botafogo                   | Sporting CP                |
| XXXIII (33)  | 1987 | Vasco de Gama       | Cádiz                            | Nacional de Montevideo     | Sevilla                    |
| XXXIV (34)   | 1988 | Vasco de Gama       | Atlético Madrid                  | Cádiz                      | Peñarol Montevideo         |
| XXXV (35)    | 1989 | Vasco de Gama       | Nacional de Montevideo           | Atlético Madrid            | Cádiz                      |
| XXXVI (36)   | 1990 | Atlético Mineiro    | Santos                           | Cádiz                      | Atlético Madrid            |
| XXXVII (37)  | 1991 | Atlético Madrid     | Cádiz                            | Atlético Mineiro           | Sevilla                    |
| XXXVIII (38) | 1992 | São Paulo           | Real Madrid                      | PSV Eindhoven              | Cádiz                      |
| XXXIX (39)   | 1993 | Cádiz               | Palmeiras                        | Atlético Madrid            | São Paulo                  |
| XXXX (40)    | 1994 | Cádiz               | Sevilla                          | Real Madrid                | Napoli                     |
| XLI (41)     | 1995 | Atlético Madrid     | Real Betis                       | Cádiz                      | Real Zaragoza              |
| XLII (42)    | 1996 | Corinthians         | Real Betis                       | Atlético Celaya            | Cádiz                      |
| XLIII (43)   | 1997 | Atlético Madrid     | Tenerife                         | Corinthians                | Cádiz                      |
| XLIV (44)    | 1998 | Deportivo La Coruña | Cádiz                            | Sampdoria                  | Real Betis                 |
| XLV (45)     | 1999 | Real Betis          | Lazio                            | Cádiz                      | Vasco da Gama              |
| XLVI (46)    | 2000 | Real Betis          | Cádiz                            | -                          | -                          |
| XLVII (47)   | 2001 | Real Betis          | Málaga                           | Celta Vigo                 | Cádiz                      |
| XLVIII (48)  | 2002 | Mallorca            | Valencia                         | Real Betis                 | Cádiz                      |
| XLIX (49)    | 2003 | Atlético Madrid     | Málaga                           | Real Betis                 | Cádiz                      |
| L (50)       | 2004 | Sevilla             | Valencia                         | Cádiz                      | Lazio                      |
| LI (51)      | 2005 | Barcelona           | Cádiz                            | Braga                      | Sevilla                    |
| LII (52)     | 2006 | Cádiz               | Real Betis                       | Villarreal                 | Real Madrid                |
| LIII (53)    | 2007 | Real Betis          | Real Zaragoza                    | Real Madrid                | Cádiz                      |
| LIV (54)     | 2008 | Sevilla             | Cádiz                            | Athletic Bilbao            | Villarreal                 |
| LV (55)      | 2009 | Sevilla             | Deportivo La Coruña              | Cádiz                      | Valencia                   |
| LVI (56)     | 2010 | Espanyol            | Atlético Madrid                  | Sevilla                    | Cádiz                      |
| LVII (57)    | 2011 | Cádiz               | Málaga                           | Udinese                    | Sporting                   |
| LVIII (58)   | 2012 | Nacional Madeira    | Rayo Vallecano                   | Osasuna                    | Cádiz                      |
| LIX (59)     | 2013 | Sevilla             | Moghreb Tétouan                  | Cádiz                      | -                          |
| LX (60)      | 2014 | Sevilla             | Sampdoria                        | Sevilla                    | Cádiz                      |
| LXI (61)     | 2015 | Atlético Madrid     | Real Betis                       | Granada                    | Cádiz                      |
| LXII (62)    | 2016 | Málaga              | Cádiz                            | Atlético Madrid            | All Stars Nigeria          |

## Legsikeresebb csapatok
| Csapat           | Győzelmek | Győztes évek                                               |
| Atlético Madrid  | 10        | 1968, 1976, 1977, 1978, 1991, 1995, 1997, 2003, 2014, 2015 |
| Cádiz            | 8         | 1981, 1983, 1985, 1986, 1993, 1994, 2006, 2011             |
| Sevilla          | 7         | 1955, 1956, 1957, 2004, 2008, 2009, 2013                   |
| Real Madrid      | 6         | 1958, 1959, 1960, 1966, 1970, 1982                         |
| Real Betis       | 5         | 1964, 1999, 2000, 2001, 2007                               |
| Palmeiras        | 3         | 1969, 1974, 1975                                           |
| CR Vasco da Gama | 3         | 1987, 1988, 1989                                           |
| Barcelona        | 3         | 1961, 1962, 2005                                           |
| Benfica          | 2         | 1963, 1971                                                 |
| Flamengo         | 2         | 1979, 1980                                                 |
| Espanyol         | 2         | 1973, 2010                                                 |
| Real Zaragoza    | 1         | 1965                                                       |
| Valencia         | 1         | 1967                                                       |
| Athletic Bilbao  | 1         | 1972                                                       |
| Sporting Gijón   | 1         | 1984                                                       |
| Atlético Mineiro | 1         | 1990                                                       |
| São Paulo        | 1         | 1992                                                       |
| Corinthians      | 1         | 1996                                                       |
| Deportivo        | 1         | 1998                                                       |
| Mallorca         | 1         | 2002                                                       |
| Nacional Madeira | 1         | 2012                                                       |
| Málaga           | 1         | 2016                                                       |

## Legeredményesebb gólszerzők
| Játékos            | Csapat        | Gólok |
| Francisco Gento    | Real Madrid   | 9     |
| Eusébio            | Benfica       | 9     |
| Alfredo Di Stéfano | Real Madrid   | 8     |
| Puskás Ferenc      | Real Madrid   | 7     |
| Marcelino Martínez | Real Zaragoza | 6     |
| José Torres        | Benfica       | 6     |
| Mágico González    | Cádiz         | 6     |
| Zico               | CR Flamengo   | 5     |

## Legtöbb mérkőzés
| Játékos         | Csapat             | Mérkőzés |
| Chico Linares   | Cádiz              | 18       |
| Francisco Gento | Real Madrid        | 17       |
| Carmelo         | Real Betis, Cádiz  | 16       |
| Juan José       | Cádiz, Real Madrid | 16       |
| Cortijo         | Cádiz, Sevilla     | 15       |
| Pepe Mejías     | Cádiz              | 15       |

## Külső hivatkozások
- RSSSF